# Quercus chihuahuensis
Quercus chihuahuensis Trel. – gatunek roślin z rodziny bukowatych (Fagaceae Dumort.). Występuje naturalnie w północnym Meksyku (w stanach Chihuahua, Sonora, Zacatecas, i San Luis Potosí) oraz południowych Stanach Zjednoczonych (w Teksasie).

## Morfologia
PokrójZimozielone drzewo lub krzew. Dorasta do 10 m wysokości. Kora ma szarą barwę.
LiścieBlaszka liściowa ma kształt od odwrotnie jajowatego do owalnego, podługowatego lub eliptycznego. Mierzy 4–5 cm długości oraz 2–3 cm szerokości, jest całobrzega, ząbkowana lub nieco klapowana na brzegu, ma nasadę od zaokrąglonej do niemal sercowatej i ostry wierzchołek. Ogonek liściowy jest nagi i ma 3–5 mm długości.
OwoceOrzechy zwane żołędziami o jajowatym kształcie, dorastają do 14–18 mm długości i 10–12 mm średnicy. Osadzone są pojedynczo w miseczkach o półkulistej kształcie kubka, które mierzą 7–10 mm długości i 10–15 mm średnicy. Orzechy otulone są w miseczkach do połowy ich długości.

## Biologia i ekologia
Rośnie na trawiastych stokach oraz w zaroślach. Występuje na wysokości do 2000 m n.p.m.